# Cytospora eucalypticola
Cytospora eucalypticola är en svampart som beskrevs av Van der Westh. 1965. Cytospora eucalypticola ingår i släktet Cytospora och familjen Valsaceae.   Inga underarter finns listade i Catalogue of Life.